# Бейт-Сахур
Бейт-Саху́р (араб. بيت ساحور) — місто в Палестинській автономії, на території Західного Берега Річки Йордан, у провінції Вифлеєм, в історичній області Юдея, бл. 2 км східніше Вифлеєму та 7 км південніше Єрусалиму. Населення чисельністю у 12367 чоловік (2007 рік) складається з 80 % християн і 20 % мусульман.

## Назва
Походження назви Бейт-Сахур (сторожовий будинок) походить з ханаанських слів «Бейт», що означає місце, і «Сахур», що означає нічна варта. Назва відображає важливість цього району для пастухів та їх отар. Луги навколо цього місця  мають отари для випасу протягом дня  і у нічний час знаходять безпеку в  численних печерах.

## Історія
- Земля під Бейт-Сахуром у період земного життя Ісуса Христа була «полем пастухів», на якому були облаштовані природні печери під стійбища пастухів після випасу скотини. З покоління в покоління місцеві мешканці переповідали біблійну історію та вказували на місце історичних подій. Тільки пізніше виникло на ньому село Бейт-Сахур з місцевого народу. Мешканцями сучасного міста є також вихідці з арабських країн: Йорданія, Єгипет та Сирія[3].
- Бейт-Сахур один з перших в Палестині мав організовану сільську раду. Перші вибори до сільради відбулися в 1925 р..
- У 1952 р., коли населення досягло трохи більше 5000 осіб, сільрада була підвищена до статусу муніципалітету з визнанням йорданської юрисдикції.
- Вибори муніципальної ради відбувалися до 1976 р., потім ізраїльський уряд спинив всі муніципальні вибори. Отже, до 2000 р. не було жодних місцевих демократичних виборів. Ізраїльське військове керівництво (військово-цивільна адміністрація) повністю контролює місто, міське планування, розвиток інфраструктури та зайнятості в місті.
- У серпні 2000 р. Палестинська адміністрація у співпраці з політиками домовилися про призначення нової муніципальної ради. Муніципальною радою призначено на керівника міста пана Фуада Кокалі. Були реалізовані необхідні проекти для розвитку місцевої інфраструктура (наприклад, водопостачання та робота каналізаційних ліній, оновлення вулиць в історичній частині міста).
- Вільні та прогресивні вибори настали в травні 2005 р.. Склад муніципальної ради налічував 13 членів (серед яких 4 жінки). Нинішню раду очолює пан Гані Аль-Хайєк. Але політична ситуація залишається нестабільною (вибори були перенесені в 2009 р., 2010 р. і 2011 р.)[4].

## Визначні місця
За традицією місто знаходиться там, де за розповіддю Нового Завіту перебували пастушки, яким янгол сповістив про народження Ісуса Христа (Лк. 2:8-20). 
- Святий Ієронім, описує сторожову вежу у «тисячі футів від Вифлеєма», там де янголи зголосили пастухам народження Спасителя[5].  Саме місто оточене лугами та печерами добре вписується у біблійну історію. На території міста знаходиться «Поле пастушків» із церковними спорудами у згадку про цю біблійну подію Різдва Христового.
- На офіційному геральдичному символі цього міста гербі також зображені пастухи, що прийшли вітати народженого Христа. На території міста, на «Полі пастушків» знаходяться багато печер, цистерн для збору води (природних, у скельній породі). Над цими печерами у 1953–1954 роках побудовано католицьку каплицю «Gloria in Excelsis Deo» у формі намету за проектом Антоніо Барлуцці, якою опікується Кустодія Святої Землі ордену міноритів та присвячену Матері Божій Фатімській та святій Терезі з Лізьє.